# Cytocanis cerocalina
Cytocanis cerocalina là một loài bướm đêm trong họ Noctuidae.